# Espace vectoriel ordonné
En mathématiques, un espace vectoriel ordonné (ou espace vectoriel partiellement ordonné) est un espace vectoriel sur {\displaystyle \mathbb {R} }  muni d'une relation d'ordre compatible avec sa structure. Il est dit totalement ordonné si l'ordre associé est un ordre total.

## Définition
Soit E un espace vectoriel sur le corps des réels {\displaystyle \mathbb {R} } et {\displaystyle \leq } un préordre sur {\displaystyle E}. La paire {\displaystyle (E,\leq )} est appelée espace vectoriel préordonné, on dit que {\displaystyle \leq } est compatible avec la structure d'espace vectoriel sur E et on appelle {\displaystyle \leq } un préordre vectoriel si pour tout x, y et z dans E et {\displaystyle \lambda } dans {\displaystyle \mathbb {R} _{+}}, les deux propriétés suivantes sont vérifiées :
1. {\displaystyle x\leq y\implies x+z\leq y+z},
2. {\displaystyle x\leq y\implies \lambda x\leq \lambda y}.

Si {\displaystyle \leq } est une relation d'ordre compatible avec la structure d'espace vectoriel sur E, la paire {\displaystyle (E,\leq )} est appelée espace vectoriel ordonné et {\displaystyle \leq } est appelé ordre vectoriel sur E. Les deux axiomes entraînent que les translations et les homothéties de rapport positif sont des automorphismes de E pour la structure d'ensemble ordonné, et que la fonction {\displaystyle x\mapsto -x} est un isomorphisme dans E muni de l'ordre dual. Les espaces vectoriels ordonnés sont des groupes ordonnés pour l'addition. Notons que pour tout x et y, {\displaystyle x\leq y\iff -y\leq -x}.

## Cône positif
Si E un espace vectoriel préordonné, l'ensemble {\displaystyle E^{+}=\{x\in E\mid 0\leq x\}} est un cône convexe pointé appelé cône positif de E et dont les éléments sont dits positifs. Pour tout x et y on a {\displaystyle x\leq y\iff y-x\in E^{+}}. De plus, le cône positif de E est saillant si et seulement si {\displaystyle \leq } est une relation d'ordre, et c'est un cône saillant maximal pour l'inclusion si et seulement si {\displaystyle \leq } est une relation d'ordre totale.
Réciproquement, si C est un cône convexe pointé d'un espace vectoriel E, la relation d'ordre définie par {\displaystyle x\leq y\iff y-x\in C} est préordre sur E compatible avec sa structure d'espace vectoriel, dont C est le cône positif.
Étant un espace vectoriel E, on peut donc définir une bijection entre les cônes convexes pointés (resp. cônes convexes pointés saillants, cônes convexes pointés saillants maximaux pour l'inclusion) et les relations de préordre vectoriel (respectivement ordre vectoriel, ordre vectoriel total) sur E.
Un ordre vectoriel total ne peut pas être archimédien si la dimension de l'espace vectoriel sous-jacent est strictement plus grande que 1.
Si {\displaystyle \leq } et {\displaystyle \preccurlyeq } sont des ordres vectoriels sur un même espace, de cônes positifs respectifs P et Q, on dit que {\displaystyle \leq } est plus fin que {\displaystyle \preccurlyeq } si {\displaystyle P\subseteq Q}.
De plus, si C est un cône convexe pointé d'un espace vectoriel E, {\displaystyle C\cap (-C)} est un sous-espace vectoriel H de E tel que {\displaystyle {\hat {C}}}, image canonique de C dans l'espace vectoriel quotient {\displaystyle E/H}, soit un cône convexe pointé saillant, qui définit donc un ordre compatible avec la structure d'espace vectoriel sur {\displaystyle E/H}.

## Espace d'applications linéaires
Soit E et F des espaces vectoriels ordonnés non triviaux, de cônes positifs respectifs P et Q. Alors P est générateur de E si et seulement si l'ensemble {\displaystyle C=\{u\in {\mathcal {L}}(E,F)\mid u(P)\subseteq Q\}} est un cône saillant de l'ensemble {\displaystyle {\mathcal {L}}(E,F)} des applications linéaires de E dans F. On nomme alors l'ordre induit par C l'ordre canonique sur {\displaystyle {\mathcal {L}}(E,F)}. Plus généralement si M est un sous-espace vectoriel de {\displaystyle {\mathcal {L}}(E,F)} tel que {\displaystyle C\cap M} soit un cône saillant, l'ordre induit sur M par {\displaystyle C\cap M} est appelé ordre canonique sur M.

### Fonction positive et ordre dual
Une application linéaire f entre deux espaces vectoriels préordonnés est dite positive si elle vérifie l'une quelconque des deux propriétés équivalentes suivantes :
1. {\displaystyle x\geq 0\implies f(x)\geq 0}
2. f est croissante : {\displaystyle x\leq y\implies f(x)\leq f(y)}[4]

L'ensemble des formes linéaires positives sur un espace vectoriel préordonné de même cône positif C forme un cône appelé cône dual et noté {\displaystyle C^{*}}, qui est égal au polaire de {\displaystyle -C}. Le préordre induit par {\displaystyle C^{*}} sur E est appelé préordre dual.

## Sous-espaces, quotients, produits
Soit E un espace vectoriel préordonné de cône positif C.

### Sous-espaces
Si V est un sous-espace vectoriel de E, l'ordre canoniquement induit par C sur V est l'ordre induit par le cône convexe pointé {\displaystyle C\cap V}, qui est saillant si C est saillant.

### Espace quotient
Soit V un sous-espace vectoriel de E, {\displaystyle \pi :E\to E/V} la projection canonique, et soit {\displaystyle {\hat {C}}:=\pi (C)}. Alors {\displaystyle {\hat {C}}} est un cône de {\displaystyle E/V} qui induit un préordre canonique sur l'espace quotient {\displaystyle E/V}.

### Produit
Si X est un ensemble quelconque, l'espace {\displaystyle E^{X}} des fonctions de X dans E est canoniquement ordonné par l'ordre induit par le cône convexe pointé{\displaystyle \{f\in E^{X}\mid \forall x\in X,\quad f(x)\in C\}}, qui est saillant si et seulement si C l'est.
Soit {\displaystyle (X_{i})_{i\in I}} est une famille d'espaces vectoriels préordonnés, indexée I, avec {\displaystyle C_{i}} le cône positif de {\displaystyle X_{i}}. Alors {\displaystyle C:=\prod _{i\in I}C_{i}} est un cône convexe pointé de {\displaystyle X:=\prod _{i\in I}X_{i}}, qui est saillant si tous les {\displaystyle C_{i}} sont saillants.

### Somme directe
Si {\displaystyle (X_{i})_{i\in I}} est une famille d'espaces vectoriels préordonnés, la somme directe (externe) {\displaystyle \bigoplus _{i\in I}X_{i}} est un sous-espace vectoriel de {\displaystyle \prod _{i\in I}X_{i}}, préordonné pour l'ordre induit.

## Exemples
- Les nombres réels munis de l'ordre usuel forment un espace vectoriel totalement ordonné.
- Pour tout entier naturel n, l'espace vectoriel {\displaystyle \mathbb {R} ^{n}} muni de l'ordre lexicographique est un espace vectoriel préordonné, qui est archimédien si et seulement si {\displaystyle n\in \{0,1\}}.
- Si X est un ensemble quelconque et {\displaystyle E=\mathbb {R} ^{X}} le {\displaystyle \mathbb {R} }-espace vectoriel des fonctions de X dans {\displaystyle \mathbb {R} }, on peut définir la relation d'ordre induite par {\displaystyle \mathbb {R} } sur {\displaystyle E} par {\displaystyle f\leq g\iff \forall x\in X,\quad f(x)\leq g(x)}. Voici quelques sous-espaces vectoriels couramment munis de cet ordre[4] :
  - le sous-espace {\displaystyle \ell ^{\infty }(X,\mathbb {R} )} des fonctions bornées de X dans {\displaystyle \mathbb {R} } ;
  - le sous-espace des suites qui convergent vers 0 (si {\displaystyle X=\mathbb {N} }) ;
  - le sous-espace {\displaystyle {\mathcal {C}}(X,\,\mathbb {R} )} des fonctions continues de X dans {\displaystyle \mathbb {R} } (si X est un espace topologique) ;
  - pour tout entier naturel n, l'espace {\displaystyle \mathbb {R} ^{n}} (assimilé à {\displaystyle \mathbb {R} ^{\{1,\,\dots ,\,n\}}}).
- L'espace {\displaystyle \mathrm {L} ^{\infty }(\mathbb {R} ,\,\mathbb {R} )} des fonctions réelles d'une variable réelle, mesurables et bornées, modulo égalité presque partout, où la relation d'ordre est cette fois donnée par {\displaystyle f\leq g\iff f(x)\leq g(x)} presque partout.

On peut également munir les mêmes espaces de la relation d'ordre définie par {\displaystyle f\leq g\iff f=g\;{\textrm {ou}}\;\forall x,\;f(x)<g(x)} (resp. presque partout).[réf. nécessaire]